# 山鸡谷草属
山鸡谷草属（学名：Neohusnotia）是禾本科下的一个属。有些学者将该属并入凤头黍属（Acroceras），另一些则认为可以独立成属。